# Daria Saville
Daria Saville (* 5. März 1994 in Moskau als Darja Alexejewna Gawrilowa (russisch Дарья Алексеевна Гаврилова)) ist eine in Russland geborene Tennisspielerin, die seit 2016 für Australien antritt.

## Karriere
Saville gewann 2010 als Ungesetzte die Olympischen Jugend-Sommerspiele in Singapur. Im Finale besiegte sie Zheng Saisai mit 2:6, 6:2, 6:0. Im genannten Jahr gewann sie durch einen 6:3, 6:2-Finalsieg über Julija Putinzewa zudem den Juniorinnentitel bei den US Open. 2012 sicherte sie sich bei den French Open zusammen mit Irina Chromatschowa den Doppeltitel bei den Juniorinnen.
Saville spielt überwiegend auf dem ITF Women’s Circuit, auf dem sie bereits vier Einzel- und zwei Doppeltitel verbuchen konnte. Fünfmal war sie bereits bei Grand-Slam-Turnieren in der Qualifikation angetreten, bevor sie 2013 bei den Australian Open erstmals den Sprung ins Hauptfeld schaffte und die zweite Runde erreichte; 2015 schied sie dort bereits in Runde eins aus.
Im August 2017 erzielte sie mit Platz 20 der Weltrangliste eine neue persönliche Bestmarke, im August gewann sie in New Haven mit einem Dreisatzsieg über Dominika Cibulkova ihren ersten WTA-Titel.
Im Januar 2016 hatte sie zusammen mit Nick Kyrgios erstmals den Hopman Cup gewonnen. Seit Saisonbeginn trat sie auf der WTA Tour unter australischer Flagge an. Schon in der Vorsaison war sie bei Grand-Slam-Turnieren für Australien an den Start gegangen. Im Jahr 2016 spielte Saville erstmals für die australische Billie-Jean-King-Cup-Mannschaft; ihre bisherige Billie-Jean-King-Cup-Bilanz weist sieben Siege und acht Niederlagen aus.

## Persönliches
Am 4. Dezember 2021 heiratete sie den australischen Tennisspieler Luke Saville.

## Turniersiege

### Einzel
| Nr. | Datum            | Turnier    | Kategorie   | Belag     | Finalgegnerin      | Ergebnis      |
| --- | ---------------- | ---------- | ----------- | --------- | ------------------ | ------------- |
| 1.  | 17. April 2011   | Antalya    | ITF $10.000 | Hartplatz | Xenija Lykina      | 6:4, 4:6, 6:2 |
| 2.  | 11. Oktober 2014 | Bangkok    | ITF $25.000 | Hartplatz | Sabina Sharipova   | 7:64, 6:3     |
| 3.  | 7. Februar 2015  | Burnie     | ITF $50.000 | Hartplatz | Irina Falconi      | 7:5, 7:5      |
| 4.  | 15. Februar 2015 | Launceston | ITF $50.000 | Hartplatz | Tereza Mrdeža      | 6:1, 6:2      |
| 5.  | 26. August 2017  | New Haven  | WTA Premier | Hartplatz | Dominika Cibulková | 4:6, 6:3, 6:4 |
| 6.  | 1. Dezember 2024 | Carrara    | ITF W75     | Hartplatz | Lizette Cabrera    | 7:5, 7:63     |

### Doppel
| Nr. | Datum         | Turnier    | Kategorie         | Belag     | Partnerin                | Finalgegnerinnen                 | Ergebnis         |
| --- | ------------- | ---------- | ----------------- | --------- | ------------------------ | -------------------------------- | ---------------- |
| 1.  | 6. Mai 2012   | Chiasso    | ITF $25.000       | Sand      | Irina Chromatschowa      | Conny Perrin Maša Zec Peškirič   | 6:0, 7:61        |
| 2.  | 12. Juli 2014 | Sacramento | ITF $50.000       | Hartplatz | Storm Sanders            | Maria Sanchez Zoe Gwen Scandalis | 6:2, 6:1         |
| 3.  | 26. Juli 2015 | Istanbul   | WTA International | Hartplatz | Elina Switolina          | Çağla Büyükakçay Jelena Janković | 5:7, 6:1, [10:4] |
| 4.  | 25. Mai 2019  | Straßburg  | WTA International | Sand      | Ellen Perez              | Duan Yingying Han Xinyun         | 6:4, 6:3         |
| 5.  | 21. Mai 2022  | Straßburg  | WTA 250           | Sand      | Nicole Melichar-Martinez | Lucie Hradecká Sania Mirza       | 5:7, 7:5, [10:6] |

### Team-Wettbewerbe
| Nr. | Datum          | Turnier    | Kategorie | Belag             | Partner      | Finalgegner                          | Ergebnis |
| --- | -------------- | ---------- | --------- | ----------------- | ------------ | ------------------------------------ | -------- |
| 1.  | 9. Januar 2016 | Hopman Cup | ITF       | Hartplatz (Halle) | Nick Kyrgios | Elina Switolina Oleksandr Dolhopolow | 2:0      |

## Abschneiden bei Grand-Slam-Turnieren

### Dameneinzel
| Turnier         | 2011 | 2012 | 2013 | 2014 | 2015 | 2016 | 2017 | 2018 | 2019 | 2020 | 2021 | 2022 | 2023 | 2024 | 2025 | Karriere |
| --------------- | ---- | ---- | ---- | ---- | ---- | ---- | ---- | ---- | ---- | ---- | ---- | ---- | ---- | ---- | ---- | -------- |
| Australian Open | —    | —    | 2    | —    | 1    | AF   | AF   | 2    | 1    | —    | 2    | 1    | —    | 1    | 1    | AF       |
| French Open     | —    | —    | Q3   | —    | 2    | 1    | 1    | 3    | 1    | 2    | —    | 3    | —    | 1    | 1    | 3        |
| Wimbledon       | —    | —    | Q1   | —    | 1    | 2    | 1    | 3    | 1    |      | —    | 1    | 1    | 2    | Q1   | 3        |
| US Open         | Q1   | —    | Q2   | Q2   | 1    | 1    | 2    | 2    | 1    | —    | —    | 1    | 2    | 1    |      | 2        |

Zeichenerklärung: S = Turniersieg; F, HF, VF, AF = Einzug ins Finale / Halbfinale / Viertelfinale / Achtelfinale; 1, 2, 3 = Ausscheiden in der 1. / 2. / 3. Hauptrunde; Q1, Q2, Q3 = Ausscheiden in der 1. / 2. / 3. Qualifikationsrunde; nicht ausgetragen

### Damendoppel
| Turnier         | 2015 | 2016 | 2017 | 2018 | 2019 | 2020 | 2021 | 2022 | 2023 | 2024 | 2025 | Karriere |
| --------------- | ---- | ---- | ---- | ---- | ---- | ---- | ---- | ---- | ---- | ---- | ---- | -------- |
| Australian Open | 1    | 1    | 1    | 1    | 2    | —    | 1    | —    | —    | 2    | 1    | 2        |
| French Open     | —    | 1    | AF   | 1    | —    | —    | —    | —    | —    | 1    | —    | AF       |
| Wimbledon       | 1    | AF   | —    | 1    | —    |      | —    | 1    | 2    | 1    | —    | AF       |
| US Open         | 1    | 2    | AF   | 1    | —    | —    | —    | 2    | 2    | —    |      | AF       |

### Mixed
| Turnier         | 2015 | 2016 | 2017 | 2018 | 2019 | 2020 | 2021 | 2022 | 2023 | 2024 | 2025 | Karriere |
| --------------- | ---- | ---- | ---- | ---- | ---- | ---- | ---- | ---- | ---- | ---- | ---- | -------- |
| Australian Open | AF   | 1    | 1    | —    | —    | —    | —    | 1    | —    | 1    | 1    | AF       |
| French Open     | —    | 1    | —    | —    | —    |      | —    | —    | —    | —    | —    | 1        |
| Wimbledon       | —    | —    | 1    | 1    | —    |      | —    | —    | —    | —    | —    | 1        |
| US Open         | AF   | —    | —    | —    | —    |      | —    | —    | —    | —    |      | AF       |

### Juniorinneneinzel
| Turnier         | 2009 | 2010 | 2011 | 2012 | Karriere |
| --------------- | ---- | ---- | ---- | ---- | -------- |
| Australian Open | –    | VF   | 1    | –    | VF       |
| French Open     | F    | 2    | VF   | 1    | F        |
| Wimbledon       | 2    | 2    | 1    | 1    | 2        |
| US Open         | HF   | S    | 2    | –    | S        |

Zeichenerklärung: S = Turniersieg; F, HF, VF, AF = Einzug ins Finale / Halbfinale / Viertelfinale / Achtelfinale; 1, 2, 3 = Ausscheiden in der 1. / 2. / 3. Hauptrunde; nicht ausgetragen

### Juniorinnendoppel
| Turnier         | 2009 | 2010 | 2011 | 2012 | Karriere |
| --------------- | ---- | ---- | ---- | ---- | -------- |
| Australian Open | –    | AF   | VF   | –    | VF       |
| French Open     | –    | AF   | –    | S    | S        |
| Wimbledon       | HF   | AF   | –    | HF   | HF       |
| US Open         | HF   | HF   | 1    | –    | HF       |